# Partenope (vascello)
Il vascello Partenope, prima di quattro navi da guerra a portare questo nome nelle marine militari italiane, è stata un'unità in servizio presso la Real Marina del Regno delle Due Sicilie.

## Storia
La Partenope fu una delle prime unità costruite a Castellammare di Stabia a partire dai piani introdotti dall'ingegnere francese Antonio Imbert, che aveva precedentemente prestato la propria opera nel Granducato di Toscana. Dagli stessi piani furono successivamente realizzate le unità Ruggiero, Tancredi, Guiscardo, Sannita ed Archimede. Tale evento fu di fondamentale importanza per il cantiere di Castellammare, in quanto vi fu appositamente realizzata la sala a tracciare. essa consentiva di realizzare dei modelli 1:1 dei pezzi da realizzare, che venivano successivamente costruiti e montati.
Concepita ad imitazione del vascello francese Leopard, la Partenope si sviluppava su tre ponti, ed era provvista di carena ramata, al fine di inibire le incrostazioni ad opera della fauna marina. Il suo armamento era costituito da 74 cannoni e 18 carronate.
La Partenope fu varata il 16 agosto 1786, e l'evento fu immortalato in un famoso dipinto di Jacob Philipp Hackert.
Operò in azioni contro le flottiglie di barbareschi (come erano denominate le popolazioni dei litorali africani affacciati sul Mediterraneo) e nel 1795 si unì alla squadra inglese a Livorno nelle operazioni belliche contro la Francia rivoluzionaria e a tutela dei locali interessi napoletani (Stato dei Presidii). Fu affondata nella notte tra l'8 ed il 9 gennaio del 1799 all'imboccatura del porto di Castellammare di Stabia per renderlo inagibile agli occupanti francesi.